# Seemannia purpurascens
Seemannia purpurascens är en tvåhjärtbladig växtart som beskrevs av Henry Hurd Rusby. Seemannia purpurascens ingår i släktet Seemannia och familjen Gesneriaceae. Inga underarter finns listade i Catalogue of Life.